# グラント船長の子供たち
『グラント船長の子供たち』（グラントせんちょうのこどもたち、原題 仏: Les Enfants du capitaine Grant ）は、1868年に刊行されたジュール・ヴェルヌの冒険小説。

## 概要
- L’Amérique du Sud （1866年）
- L’Australie （1866年）
- L’Océan Pacifique （1867年）

の3分冊で刊行された。ヴェルヌの代表作ともいえる『地球から月へ』と『海底二万里』の間に刊行されたため、目立たないものの、良作として評価される。

## あらすじ
1864年7月26日、グレナヴァン卿は新婚旅行の途中、奇妙なボトルメッセージを拾う。そこにはグラント船長なる人物によって書かれた救助を求める内容があった。彼はグラント船長捜索のための旅を計画する。

## 登場人物
- グラント船長 (Harry Grant)
- グレナヴァン卿 (Edward Glenarvan)
- ヘレナ (Helena Glenarvan)
- マクナブズ少佐 (Mac-Nabbs)
- ジャック・パガネル (Jacques-Eliacin-François-Marie Paganel)
- ジョン・マングルズ (John-Mangles)
- タルカーヴ (Thalcave)
- エアトン (Tom Ayrton)

## 日本語訳
- 『難破船』那須辰造（抄訳）、学研、1964年
- 『難破船』亀山竜樹（抄訳）、岩崎書店、1966年
- 『グラント船長の子供たち』大久保和郎（訳）、集英社、1968年
- 『グラント船長の子供たち』大久保和郎（訳）、旺文社文庫、1977年